# Chika Sakamoto
Chika Sakamoto  (坂本千夏?, Sakamoto Chika), nata come Chika Ishihara (Tokyo, 17 agosto 1959) è una doppiatrice giapponese affiliata con l'agenzia giapponese Arts Vision.

## Doppiaggio

### Serie animate
- Occhi di gatto (Tati Tashikel)
- Holly e Benji - Due fuoriclasse (Patty)
- È quasi magia Johnny (Paolo)
- Sailor Moon Sailor Stars (Kou Yaten/Sailor Star Healer)
- Sandy dai mille colori (Ciccio)
- Maison Ikkoku (Kentarō Ichinose)
- Le bizzarre avventure di JoJo: Diamond is Unbreakable (Ken Oyanagi)
- Lovely Sara (Peter)
- Mirmo! (Chikku)
- Lamù (Sugar)
- Nadja (Jean)
- Mobile Suit Gundam ZZ (Shinta)
- Mobile Suit Zeta Gundam (Shinta)
- Legend of the Mystical Ninja (Sasuke)
- City Hunter (Horikoshi, episodi 16 e 39)
- Shaman King (Aren)
- Kimba, il leone bianco (Maiyā)
- Angela Anaconda (Johnny Abatti)
- Fighting Foodons (Zen Makunouchi)
- Juuni Senshi Bakuretsu Eto Ranger (Bakumaru)
- Machine Robo Rescue (Ricky)
- La carica dei 101 - La serie (Lucky)
- Baby and Me (Minoru Enoki)
- Crush Gear Turbo (Jin Kyōsuke)
- Saru Get You -On Air- (Spettro, Kūta, giornalista)
- Darker than Black (Misuzu Ōyama)
- Chūka Ichiban (Shirō)
- The Super Dimension Century Orguss (Rīa)
- Digimon Adventure/Digimon Adventure 02 (Agumon, Natsuko Takaishi)
- Digimon Fusion Battles: (Shoutmon, Agumon)
- PPG Z (Puyo)
- Serie Nine (Yukimi Yasuda)
- High School! Kimengumi (Hisako Otonari)
- HeartCatch Pretty Cure! (Kaoruko Hanasaki/Cure Flower)
- Fushigi yûgi (Nuriko)
- Tensai Bakabon (Hajime)
- Pecola (Tsunekichi)
- Pokémon (Obaba)
- Voglia di vittoria (Bob)
- Muka Muka Paradise (Muka Muka)
- Mucha Lucha (The Flea)
- Rugrats (Angelica e Chuckie)
- Detective Conan (Takumi Hashiratani, episodio 462)
- One Piece (Stelly (bambino), Jinbe (giovane), S-Shark)

### OAV
- Here is Greenwood (Shun Kisaragi)
- Fushigi yûgi - Il gioco misterioso e Fushigi yûgi 2 - Il gioco misterioso (Nuriko)
- Fushigi yûgi - Eikōden (Nuriko)

### Film d'animazione
- Nausicaä della Valle del vento (Ragazzo)
- Il mio vicino Totoro (Mei Kusakabe)
- Sailor Moon SuperS: The Movie (Peruru)
- Eiga Pretty Cure All Stars New Stage 2 - Kokoro no tomodachi (Ombra)
- Night on the Galactic Railroad (Campanella)
- Nine
- One Piece Gold - Il film (Rikka)
- Film dei Digimon (Agumon, Omnimon)
- Digital Monster X-Evolution (WarGreymon X)
- City Hunter The Movie: Angel Dust (Tati Tashikel)
- Produzioni Disney (Qui, Quo, Qua)

### Videogiochi
- Ape Escape (Specter)
- Ape Escape 2 (Specter)
- Ape Escape: Pumped & Primed (Specter)
- Ape Escape P (Specter)
- Ape Escape 3 (Specter)
- Arc the Lad (Poco)
- Arc the Lad II (Poco)
- Digimon Rumble Arena (Agumon)
- Digimon Rumble Arena 2 (Agumon, BlackAgumon)
- Digimon Story: Cyber Sleuth (Agumon, WarGreymon, Omegamon)
- Digimon World: Next Order (Agumon, Greymon, MetalGreymon, WarGreymon, Omegamon, Shoutmon)
- Digimon Story: Cyber Sleuth - Hacker's Memory (Agumon, Greymon, WarGreymon, Omegamon)
- Digimon Survive (Agumon)
- Grandia (Milda)
- JoJo's Bizarre Adventure: All Star Battle R (Ken Oyanagi)
- Kingdom Hearts Birth by Sleep (Qui, Quo, Qua)
- Kingdom Hearts III (Qui, Quo, Qua)
- Mega Man 8 (Clown Man, Aqua Man)
- PlayStation All-Stars Battle Royale (Specter)
- Shenmue II (Guixiang Lee)
- Street Fighter EX (Pullum Purna)
- Street Fighter EX 2 (Pullum Purna)
- Street Fighter EX 3 (Pullum Purna)
- Super Robot Wars A Portable (Kappei Jin)
- Super Robot Wars Z (Leeya, Kappei Jin)
- Super Robot Wars Z2: Destruction Chapter (Kappei Jin)
- Super Robot Wars Z2: Rebirth Chapter (Kappei Jin)
- Super Robot Wars Z3: Heaven Chapter (Kappei Jin)
- Super Robot Wars V (Kappei Jin)

### Film
- I Goonies (edizione televisiva, Lawrence "Chunk" Cohen)
- Harry Potter e la camera dei segreti (Mirtilla Malcontenta)
- Chi ha incastrato Roger Rabbit (Betty Boop)
- Ritorno al futuro (edizione Fuji TV, Jennifer Parker)

## Serie televisive
- Gli amici di papà (D.J. Tanner)